# Brigadoon
Brigadoon és una pel·lícula musical estatunidenca dirigida per Vincente Minnelli, estrenada el 1954. Es tracta de l'adaptació cinematogràfica de la comèdia musical homònima d'Alan Jay Lerner i Frederick Loewe creada el 1947. És protagonitzada per Gene Kelly, Van Johnson i Cyd Charisse.

## Argument
A Brigadoon, Escòcia, dos estatunidencs descobreixen un poble castigat per una maledicció (un «miracle», segons els seus habitants) que el fa existir només un dia cada segle. Els habitants del poble viuen doncs enmig del segle xviii. Un dels dos viatgers, Tommy (Gene Kelly), s'enamora d'una jove d'aquest poble, la Fiona (Cyd Charisse), però aquesta no pot marxar del poble per acompanyar-lo a Nova York per què, segons la maledicció, si un sol habitant del poble se n'allunya, Brigadoon es quedarà per sempre més en les tenebres. De tornada a Nova York, en Tommy s'adona que enyora Brigadoon i hi torna de seguida. Però el poble ha desaparegut, però té lloc un miracle: Brigadoon emergeix de les bromes, en Tommy troba la Fiona i compartirà el destí dels habitants de Brigadoon.

## Repartiment
- Gene Kelly: Tommy Albright
- Cyd Charisse: Fiona Campbell
- Van Johnson: Jeff Douglas
- Barry Jones: Lundie
- Elaine Stewart: Jane Ashton
- Jimmy Thompson: Charlie Dalrymple
- Virginia Bosier: Jean Campbell
- Tudor Owen: Archie Beaton
- Albert Sharpe: Andrew Campbell

I, entre els actors que no surten als crèdits :
- George Chakiris: Un ballarí
- Stuart Whitman: Un client del New York Club

## Premis i nominacions

### Premis
- Globus d'Or a la millor fotografia per Joseph Ruttenberg

### Nominacions
- Oscar a la millor direcció artística per Cedric Gibbons, E. Preston Ames, Edwin B. Willis, F. Keogh Gleason
- Oscar al millor vestuari per Irene Sharaff
- Oscar al millor so per Wesley C. Miller (M-G-M)

## Al voltant de la pel·lícula
- Cedric Gibbons, director artístic, és l'autor de la figureta de la cerimònia dels Oscars.